# Adesso sposami
Adesso sposami è stato un programma televisivo italiano trasmesso da Rai 1 in due differenti edizioni andate in onda nel 2003 e nel 2004 in prima serata, con la conduzione di Antonella Clerici.
La trasmissione era prodotta dalla Endemol, la regia era di Simonetta Tavanti.

## La trasmissione
Il programma si collocava nel filone dei reality show, genere dominante nella televisione dei primi anni duemila; in particolare, durante ogni puntata la conduttrice Antonella Clerici raccontava le storie di alcuni ragazzi e ragazze che, fidanzati da diverso tempo, avevano intenzione di chiedere ai rispettivi partner di sposarli all'istante con una cerimonia (senza alcun effettivo valore) celebrata durante quella stessa serata, strappando così una promessa di matrimonio.
I partner, ignari della sorpresa e attirati negli studi Rai con una scusa, dovevano così decidere sul momento se accettare o meno la proposta di matrimonio, avendo la possibilità di confrontarsi con i familiari con una telefonata trasmessa in diretta.

### Collocazione in palinsesto
La trasmissione è stata trasmessa nel 2003, a partire dal 28 maggio, inizialmente nella serata del mercoledì e infine in quella del giovedì. A partire dall'aprile 2004 è stata proposta una seconda edizione, sempre condotta da Antonella Clerici e trasmessa il martedì.

### Accoglienza
La trasmissione ottenne un buon riscontro da parte del pubblico, che in particolar modo nella prima edizione seguì numeroso il format superando i 4 milioni di ascoltatori col 25% di share, superando e battendo la trasmissione di Canale 5 The Bachelor - L'uomo dei sogni condotta da Cristina Parodi e inizialmente destinata proprio a Rai 1, e sostituita solo all'ultimo momento dal format Endemol.
Alcune critiche vennero mosse in relazione all'eccessiva pressione ricevuta dai protagonisti inconsapevoli delle storie, costretti in breve tempo e sotto l'occhio della telecamera a decidere in merito alla propria vita sentimentale.